# جوليان تمبل
جوليان أندرو تِمبل (بالإنجليزية: Julien Andrew Temple)‏ (مواليد 26 نوفمبر، 1952) هو مخرج أفلام ووثائقيات وأغاني إنجليزي. بدأ مسيرته بتصوير أفلام قصيرة عن فرقة سيكس بيستلس، ثم استمر في إخراج العديد من الأفلام منها The Great Rock 'n' Roll Swindle وAbsolute Beginners ووثائقي حول مهرجان غلاستونبري.

## وصلات خارجية
- جوليان تمبل على موقع IMDb (الإنجليزية)
- جوليان تمبل على موقع ألو سيني (الفرنسية)
- جوليان تمبل على موقع ميوزك برينز (الإنجليزية)
- جوليان تمبل على موقع أول موفي (الإنجليزية)
- جوليان تمبل على موقع قاعدة بيانات الأفلام السويدية (السويدية)
- جوليان تمبل على موقع إن إن دي بي (الإنجليزية)
- جوليان تمبل على موقع ديسكوغز (الإنجليزية)
- جوليان تمبل على موقع قاعدة بيانات الفيلم (الإنجليزية)
- جوليان تمبل على موقع كينوبويسك (الروسية)